# Thomas Keck (Drehbuchautor)
Thomas Leo Julius Keck (* 17. Juli 1931 in Sofia, Königreich Bulgarien; † 1. Juni 2015 in Berlin) war ein deutscher Drehbuchautor, Synchronregisseur und Synchronsprecher.

## Leben
Keck war für die Dialogbücher mehrerer Serien verantwortlich, darunter Kojak – Einsatz in Manhattan, Familie Feuerstein und Die Dinos. Kecks Bücher zeichneten sich durch zahlreiche Wortneuschöpfungen und flapsige Sprüche aus. So erfand er Kojaks Ausspruch: „Entzückend, Baby!“ und  versah auch die Dialoge der Familie Feuerstein mit zahlreichen Sprüchen wie etwa: „Du hast wohl nicht mehr alle Steine auf der Schleuder!“, die zu geflügelten Worten wurden. In zahlreichen Serien führte er außerdem Synchronregie, darunter in der Zeichentrickserie DuckTales – Neues aus Entenhausen. Keck arbeitete häufiger für die Deutsche Synchron als Regisseur und für die Interopa Film als Regisseur und Autor.

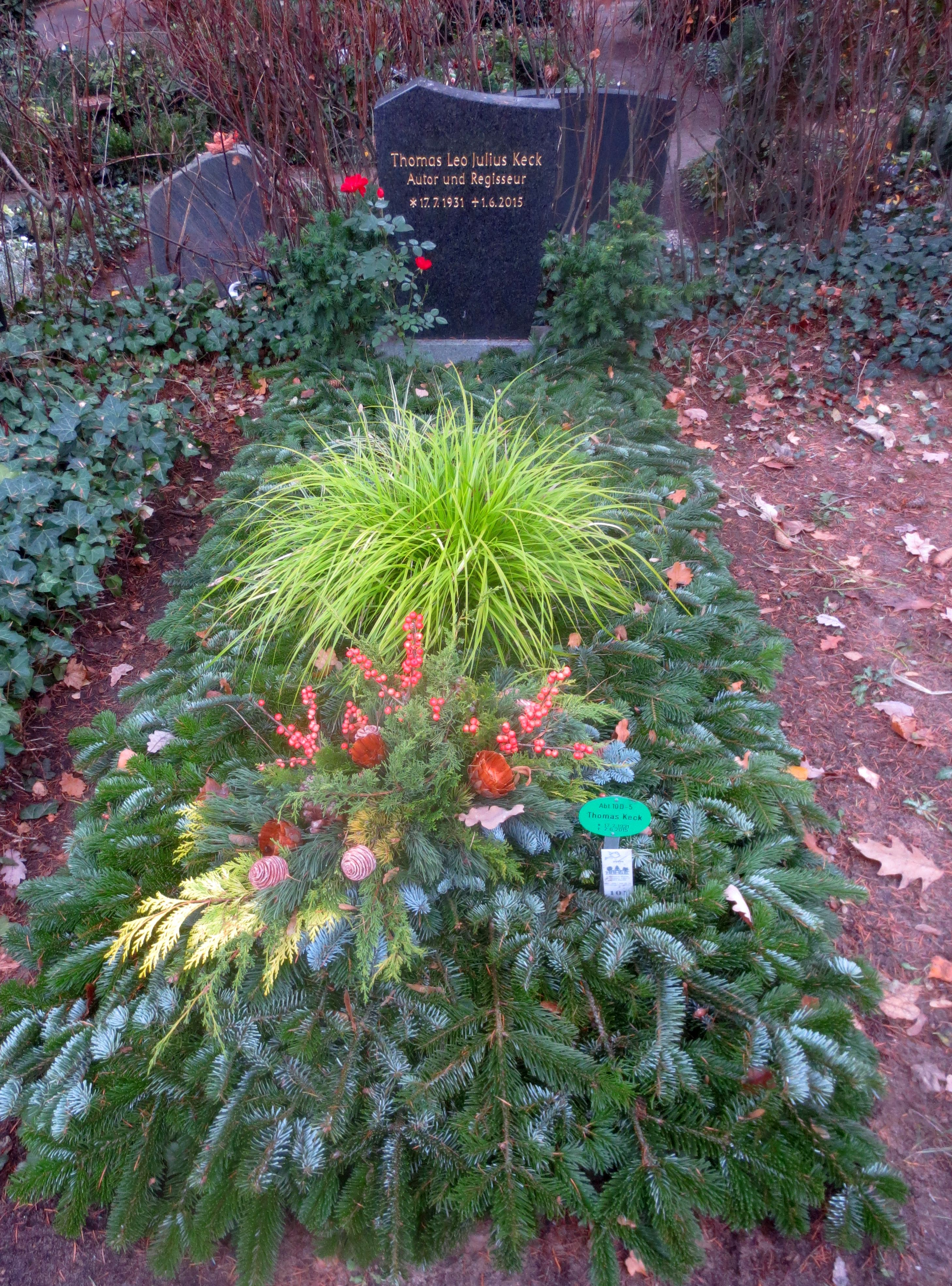
Grab von Thomas Leo Julius Keck auf dem Friedhof Heerstraße in Berlin-Westend

Als Synchronregisseur war er zudem für zahlreiche Filme, darunter die Horrorfilme Rosemaries Baby und Das Rätsel des silbernen Halbmonds, verantwortlich.
Keck war auch in einigen Filmen in Nebenrollen zu sehen. Erstmals stand er 1960 für das Musikdrama … und noch frech dazu! vor der Kamera, zu dem er auch das Drehbuch mit verfasste. Ebenfalls am Drehbuch beteiligt war Keck für den Kriminalfilm Der letzte Zeuge und die Krimiserie Stahlnetz.
Thomas Leo Julius Keck starb am 1. Juni 2015 im Alter von 83 Jahren in Berlin. Trauerfeier und Beisetzung fanden am 3. Juli 2015 auf dem landeseigenen Friedhof Heerstraße in Berlin-Westend statt (Grablage: 10-D-5).

## Bearbeitete Serien und Filme

### Dialogbuch und Dialogregie
- 1955–1957: Sergeant Preston (erste Synchronisation)
- 1960–1966: Familie Feuerstein (zweite Synchronphase in den 1980ern für Sat.1)
- 1965: Der Mann vom großen Fluß (Shenandoah)
- 1967: Die letzte Safari (The Last Safari)
- 1968: Rosemaries Baby (Rosemary’s Baby)
- 1968: Der Bulle (Le Pacha)
- 1968: Die letzte Rechnung zahlst du selbst (Al di là della legge)
- 1968: Skidoo – Ein Happening in Love
- 1971: Der Boß (Comptes à rebours)
- 1972: Das Rätsel des silbernen Halbmonds (Sette orchidee macchiate di rosso)
- 1973: Der letzte Held Amerikas (The Last American Hero)
- 1973–1978: Kojak – Einsatz in Manhattan (Synchronisation: 1970er, 1991, 1998)
- 1975: Die falsche Schwester (Peeper; Synchronisation von 1985)
- 1976–1977: Delvecchio
- 1984: Moskau in New York (Moscow on the Hudson)
- 1997–1999: Oiski! Poiski! – Neues von Noahs Insel
- 2000–2001: Jim Knopf (Zeichentrickserie)

### Dialogregie
- 1939: Der große Bluff (Destry Rides Again; zweite Synchronisation 1987 fürs Fernsehen)
- 1965–1968: Tennisschläger und Kanonen (I Spy; neben anderem Dialogregie)
- 1969–1989: Die Benny Hill Show
- 1984: Vorsicht Hochspannung! (Hammer House of Mystery and Suspense)
- 1985: Alle Mörder sind schon da (Clue)
- 1987–1990: DuckTales – Neues aus Entenhausen
- 1988: Vale Tudo – Um jeden Preis (neben anderem Dialogregie)
- 1991–1994: Die Dinos
- 1996: Ein Präsident für alle Fälle (My Fellow Americans)

### Drehbuch
- 1960: … und noch frech dazu! (+ Schauspieler)
- 1960: Wir Kellerkinder (+ Schauspieler)
- 1960: Der letzte Zeuge
- 1961: Mörderspiel (Le jeu de l'assassin)
- 1966: 4 Schlüssel
- 1966: Stahlnetz: Der fünfte Mann

### Regie
- 1972: Da mußte die böse Frau die ganzen Mohrrüben selber fressen (Kurzfilm)